# 피토크롬
피토크롬(영어: phytochrome)은 식물, 박테리아, 균계의 광수용기의 일종이다. 가시광선 중 적색광, 원적색광에 민감하며 원적색광에 의해 발동되는 제1형, 적색광에 의해 발동되는 제2형으로 구분할 수 있다.
최근 진척에 따르면 피토크롬은 온도 센서의 역할도 수행하며, 더 따뜻한 온도에서 불활성화를 강화시킨다. 이 요인들 모두 식물의 발아 능력에 기여한다.

## 같이 보기
- 광합성 색소